# 森平兵衛
森 平兵衛（もり へいべえ、1874年（明治7年）2月4日 - 1952年（昭和27年）5月2日）は、明治から昭和時代前期の政治家。実業家。薬種商。貴族院多額納税者議員。丹平製薬創業者。旧姓は松井。旧名は小二郎。

## 経歴
大阪に生まれる。松井小兵衛の二男として生まれ、1884年（明治17年）2月、先代森平兵衛の養子となり、1900年（明治33年）2月に家督を相続し旧名小二郎を改め襲名する。生家は代々足袋装束商を営んだ大阪の旧家であったが明治初期より売薬を副業とした。
大阪共立薬学校を卒業し、薬剤師となる。家督相続後は丹平商会を発展させるとともに、摂津土地、東印度貿易会社各役員、大阪商工会議所議員を務めた。
ほか、大阪府会議員、大阪商工会議所会頭、大阪府薬剤師会会長、大阪薬学専門学校理事、日本染料製造、共同信託各重役、百貨店委員会委員、医薬制度調査会委員、大阪高等工業学校商議委員、芳香園代表社員、大阪商工会議所副会頭、国光製薬、高津土地建物、日本売薬、有信土地各取締役、日本ペイント監査役、大阪貿易学校理事長、大阪実業組合連合会理事長などを歴任した。
1925年（大正14年）大阪府多額納税者として貴族院議員に互選され、同年9月29日から1939年（昭和14年）9月28日まで2期在任した。